# Varde
Varde é um município da Dinamarca, localizado na região sudoeste, no condado de Ribe.
O município tem uma área de 251 km² e uma  população de 20 068 habitantes, segundo o censo de 2003.